# Madagaskarsteenuil
De madagaskarsteenuil (Athene superciliaris synoniem: Ninox superciliaris) is een vogel uit de familie Strigidae (Echte uilen).

## Verspreiding en leefgebied
Deze soort is endemisch in noordoostelijk, zuidwestelijk en zuidelijk Madagaskar.